# Bioderma
Bioderma Laboratories je soukromá francouzská farmaceutická společnost, která se specializuje na léčbu dermatologických problémů, jakož i na pediatrii, regeneraci buněk a péči o vlasy. Byla založena v roce 1977 v Aix-en-Provence, kde má své sídlo. V roce 2001 společnost otevřela v Lyonu první specializovanou biometrologickou laboratoř pro výzkum a vývoj péče o pleť. Primárním obchodním sektorem je dermatologie s produkty jako ABCDerm, Atoderm, Cicabio, Créaline, Hydrabio, Matriciane, Matricium, Sébium, White Objective, Secure (péče o pleť), Nodé (péče o vlasy) a Photoderm.

## Historie
Firma Bioderma byla založena v sedmdesátých letech 20. století Jean-Noël Thorelem. Od začátku pro ni byla typická inovace, vlastní výzkum a nový přístup k dermatologii. Prvním z řady inovačních produktů byl šampon Nodé z roku 1977, který přistupoval k mytí vlasů šetrněji. V roce 1985 přišla společnost s novou řadou produktů spojenou s lékaři, od roku 1992 začal laboratorní vývoj dalších dermatologických produktů. V roce 1990 byla otevřena první mezinárodní laboratoř v Itálii.
V roce 2001 začíná Bioderma brát větší ohled na různorodé potřeby v jednotlivých oblastech světa. V roce 2009 začíná Bioderma provádět sociální mise v severním Vietnamu. Od roku 2011 plánovala Nadace Bioderma pomáhát v rozvoji dermatologie po celém světě. V roce 2014 firma vykázala obrat ve výši 261,5 milionů eur a na konci druhé dekády 21. století bylo její výrobky možné koupit v 90 zemích světa s většinou poboček na evropském kontinentu.